# Rofecoxib
Il rofecoxib era un farmaco antinfiammatorio non steroideo (FANS) appartenente alla famiglia degli inibitori selettivi della COX-2. La molecola è stata ritirata dal mercato nel 2004 per problemi inerenti al profilo di sicurezza, ed in particolare per il fatto di determinare un aumento del rischio cardiovascolare.
Rofecoxib venne sviluppato e commercializzato dalla società farmaceutica Merck Sharp & Dohme per il trattamento dell'artrite dell'osteoartrosi, del dolore acuto e della dismenorrea. A seguito dell'autorizzazione della Food and Drug Administration (FDA) americana del 20 maggio 1999, venne venduto al pubblico con i nomi commerciali di Vioxx, Ceoxx e Ceeoxx, sotto forma di compresse e sospensione orale, dietro presentazione di ricetta medica.

## Storia
Il rofecoxib (Vioxx) è stato introdotto dalla Merck nel 1999 come alternativa efficace e più sicura ai farmaci antinfiammatori non steroidei per il trattamento del dolore associato all'osteoartrosi  Fin dall'inizio dello sviluppo del rofecoxib, alcuni scienziati della Merck erano preoccupati che il farmaco potesse influire negativamente sul sistema cardiovascolare alterando il rapporto tra prostacicline e trombossani, che agiscono in opposizione, bilanciando il flusso sanguigno e la coagulazione. 
Nelle e-mail interne rese pubbliche attraverso un contenzioso, 3 i funzionari della Merck hanno cercato di ammorbidire l'interpretazione degli autori accademici secondo cui l'inibizione della cicloossigenasi-2 (COX 2) all'interno dell'endotelio vascolare può aumentare la propensione alla formazione di trombi
Nel gennaio 1999, Merck ha lanciato il suo più grande studio mai condotto sul rofecoxib, lo studio Vioxx gastrointestinal outcomes research (VIGOR). Lo studio aveva lo scopo di dimostrare che il farmaco aveva meno effetti collaterali gastrointestinali rispetto al naprossene.
Lo studio ha dimostrato che il rofecoxib non era più efficace nell'alleviare i sintomi dell'artrite reumatoide, ma ha dimezzato il rischio di eventi gastrointestinali. Tuttavia, c'era anche evidenza di un aumento del rischio di infarto del miocardio (rischio relativo 5,00, intervallo di confidenza al 95% da 1,68 a 20,13). 
Rofecoxib è diventato un caso emblematico controverso a livello mondiale sul potere delle case farmaceutiche, essendo stato uno dei farmaci più venduti in assoluto ad essere ritirato dal mercato. Si stima che solo l'anno precedente il ritiro, Merck Sharp & Dohme avesse fatturato circa 2,5 miliardi di dollari con le vendite di Vioxx.
Rofecoxib tramite una massiccia campagna pubblicitaria ottenne presto prescrizioni diffuse tra i medici per il trattamento delle patologie per cui era indicato. Si stima infatti che sia stato prescritto nel mondo a circa 80 milioni di persone.
Il 30 settembre 2004 Merck lo ritirò dal mercato a causa dell'aumento del rischio di infarto del miocardio e ictus associato soprattutto con un suo uso a lungo termine e ad alto dosaggio. La decisione del ritiro fu presa sulla base dei risultati dello studio APPROVe (Adenomatous Polyp PRevention On Vioxx study) che avvalorava studi precedenti sulle complicazioni del farmaco. In questo studio erano stati arruolati 2.586 soggetti, assegnati in modo casuale a ricevere rofecoxib 25 mg al giorno oppure placebo, dei quali il 3,5% fu colpito da infarto miocardico o ictus.
Nel suo comunicato Merck affermò che:
I risultati di questo studio evidenziavano infatti un aumento del rischio relativo di eventi cardiovascolari avversi: l'utilizzo del farmaco nei cinque anni precedenti avrebbe comportato un numero di eventi di grave malattia cardiaca variabile tra gli 88.000 e i 140.000.

## Farmacodinamica
Rofecoxib era un potente inibitore selettivo della cicloossigenasi-2 (COX-2) somministrabile per via orale. La cicloossigenasi è un enzima chiave nella cascata del metabolismo dell'acido arachidonico, e catalizza la sintesi degli eicosanoidi, comprendenti diverse prostaglandine. Della cicloossigenasi sono state identificate due isoforme, la COX-1 e la COX-2. La COX-1 è espressa costitutivamente in molti tessuti dell'organismo, e tra questi nello stomaco, intestino, rene e piastrine. I suoi effetti fisiologici comprendono la protezione gastrica e la facilitazione della filtrazione renale e dell'aggregazione piastrinica. La COX-2 è espressa in modo costitutivo solo in pochi tessuti (cervello, rene e apparato riproduttivo. COX-2 può quindi essere considerata come la formula inducibile dell'enzima e viene espressa come risultato di stimoli infiammatori o mitogenici.
L'enzima COX-2 è responsabile della sintesi di alcune molecole mediatrici, dette prostanoidi (prostaglandine, trombossani e prostacicline), che risultano essere mediatori di sintomi come l'infiammazione, l'essudazione, il dolore e la febbre. I metaboliti determinati dall'azione della COX-2 sono anche coinvolti nell'ovulazione, nella fase di impianto della gravidanza e nella chiusura del dotto arterioso e in alcune funzioni del sistema nervoso centrale (induzione della febbre, percezione dello stimolo doloroso, funzione cognitiva). Nell'uomo, tranne che a dosaggi estremamente elevati, rofecoxib non sembrava comportare un'inibizione statisticamente significativa della COX-1. Con la selettività per l'enzima COX-2 il farmaco presentava una migliore tollerabilità ed una minore incidenza di eventi indesiderati a carico del tratto gastrointestinale (in particolare ulcere e sanguinamento gastroduodenale), ma aumentava significativamente il rischio di infarto miocardico e ictus.

## Farmacocinetica
Rofecoxib dopo somministrazione per via orale veniva ben assorbito dal tratto gastrointestinale. Nei dosaggi di 12,5 e 25 mg la biodisponibilità si aggira vaintorno al 93% circa. La concentrazione plasmatica di picco (Cmax) a digiuno era raggiunta dopo circa 2-4 ore (Tmax) dall'assunzione. L'assunzione concomitante di cibo non determinava alterazioni della farmacocinetica di rofecoxib. Il legame con le proteine plasmatiche di rofecoxib era pari a circa l'85%. Studi sperimentali hanno evidenziato che rofecoxib oltrepassava la placenta nel ratto e nel coniglio, e la barriera ematoencefalica nel ratto.
Nell'organismo rofecoxib era ampiamente metabolizzato, prevalentemente a livello epatico attraverso processi di riduzione e di ossidazione che vedevano il coinvolgimento degli enzimi del citocromo P450. Solo l'1% circa di una singola dose somministrata veniva ritrovata immodificata nelle urine.
Nell'uomo sono stati identificati 6 principali metaboliti, caratterizzati da una debole o da nessuna attività misurabile come inibitori della cicloossigenasi COX-2. Dopo la somministrazione a soggetti in buona salute di una singola dose orale di rofecoxib radiomarcato, circa il 72% della radioattività venivarilevato nelle urine ed un ulteriore 14% nelle feci. Nei soggetti anziani (età superiore ai 65 anni di vita) la farmacocinetica era simile a quella del giovane e dell'adulto.

## Usi clinici
Prima del ritiro dal commercio rofecoxib trovava indicazione nel trattamento sintomatico del dolore associato all'osteoartrosi o all'artrite reumatoide nel paziente adulto.

## Effetti collaterali ed indesiderati
Rofecoxib mostrava un profilo di effetti avversi sostanzialmente simile a quello di altri FANS, tuttavia con una migliore tollerabilità gastrointestinale ed in particolare una ridotta incidenza di ulcere gastriche.

## Controindicazioni
Il farmaco era controindicato nei soggetti con ipersensibilità nota al principio attivo oppure ad uno qualsiasi degli eccipienti contenuti nella formulazione farmaceutica. Ulteriori controindicazioni erano date dal trattamento di pazienti con ulcera peptica attiva o storia di sanguinamento gastrointestinale, grave insufficienza epatica (punteggio di Child-Pugh >9), grave insufficienza renale (clearance della creatinina inferiore a 30 ml/min).

## Dosi terapeutiche
Nei soggetti adulti rofecoxib veniva somministrato per via orale, con o senza cibo.
Nei soggetti artrosici la dose iniziale consigliata era di 12,5 mg, una sola volta al giorno. Alcuni soggetti sembravano ricevere un ulteriore beneficio dall'incremento del dosaggio a 25 mg, sempre in monosomministrazione.
Nei pazienti affetti da artrite reumatoide la dose raccomandata era di 25 mg, in monosomministrazione. La dose massima giornaliera che veniva consigliata, da non superarsi, era pari a 25 mg.
Il farmaco non era raccomandato per l'uso pediatrico.